# Steine von Ardre
Die Steine von Ardre (G 111–114) sind ein archäologischer Fund auf der schwedischen Ostseeinsel Gotland, bestehend aus einem Bildstein, zwei Kistensteinen und einem Runenstein aus der Wikingerzeit (800–1050 n. Chr.) gehören den verschiedenen Steinstilen in Schweden an. Sie sind im Staatlichen historischen Museum in Stockholm ausgestellt.

## Runenbildstein G 111
Der Runenbildstein G 111 aus der Ardre kirke trägt eine randständige Runeninschrift um die Darstellung einer verknoteten Schlange. Der Runenstein aus Sandstein stammt aus dem 12. Jahrhundert und befindet sich in Gotlands Fornsal in Visby. 
Der Text lautet: Simpa errichtete den Stein nach Rodiaud, seiner Frau, Tochter von Rodgair in Anga. Sie starb jung an Jahren (minderjährig).

## Bildstein G 114

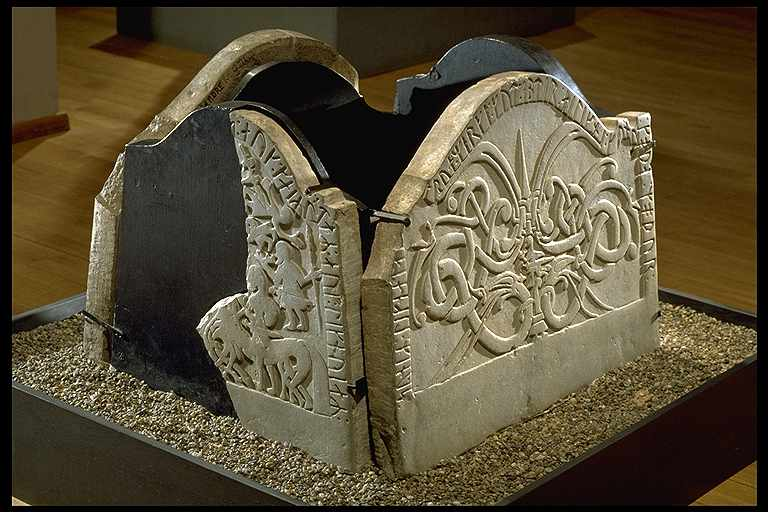
Kistenstein von Ardre

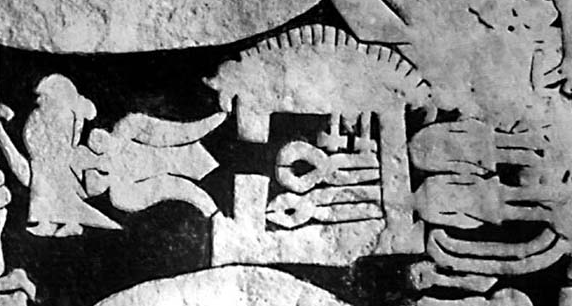
Detail zur Wielandsage

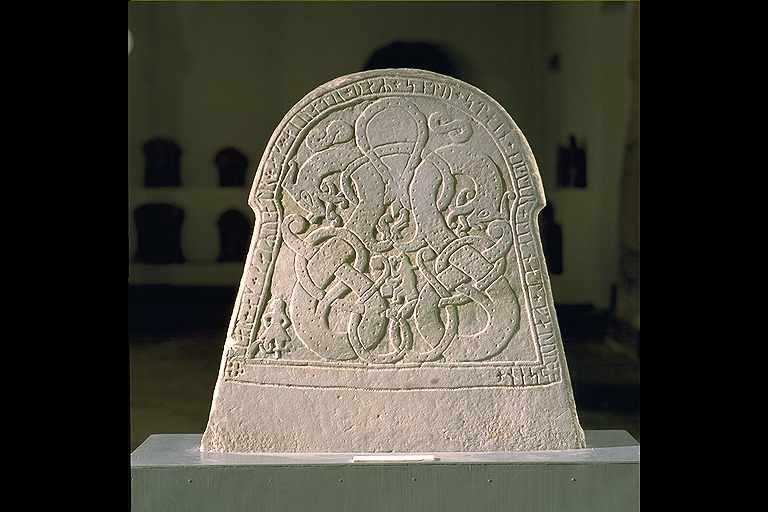
B-Seite des Runensteins Ardre III

Der Bildstein stammt aus dem 11. Jahrhundert und ist mit 2,1 m von beachtlicher, jedoch nicht extremer Größe. Im obersten Feld reitet Odin auf dem Götterpferd Sleipnir nach Walhall, darunter ist ein Schiff zu sehen und rechts einige nur noch schwer erkennbare Szenen. Den linken unteren Teil des Bildsteines nehmen Szenen aus der Wieland-Sage (schwedisch Völund Smed) ein.

## Die Kistensteine
Eindeutig christlich sind die beiden leicht beschädigten, im gekonnten Urnes-Stil dekorierten Kistensteine, die zu einer Grabkiste gehören und ins 11. oder 12. Jahrhundert datiert werden. Der eine zeigt ein Ranken- und Schlangen-Ornament, der andere den Hl. Christophorus mit dem Christuskind auf dem Rücken, wie er über Drachen und Ungeheuer schreitet, die das Heidentum symbolisieren. Die noch recht deutlich erhaltenen Farbspuren machten eine Rekonstruktion der Bemalung möglich. Die Runeninschrift lautet: 
„Söhne Liknats (ließen machen) ein schönes Denkmal für Ailika, die gute Ehefrau, Mutter. (Gottes und der Gottesmutter Gnade) für sie und die, welche das Denkmal machten (das größte, das) Menschen sehen werden“.

## Der Runenstein Ardre III
Er gehört zu den wenigen Exemplaren seiner Art auf Gotland. Er stammt auch aus dem 11. oder 12. Jahrhundert und ist mit 72 cm eher klein. Runensteine kamen erst mit der Christianisierung nach Gotland (G 203 Hogrän, G 134 Sjonhem). Die Steine behielten zwar die traditionellen Formen der Bildsteine, die Dekoration lehnte sich jedoch an den festländischen Urnes-Stil an. Der Ardre-Stein ist vielleicht der jüngste dieser Runensteine. Aus den verschlungenen Tieren des Urnes-Stils ist eine gotländische Variante entstanden. Und es ist unsicher, ob es sich um einen christlichen Stein handelt, denn weder das Schlangenmotiv, auf der einen Seite ein, die beiden Ungeheuer auf der anderen Seite, noch der Text lassen christliche Motive erkennen. 
Der Text lautet:
„Ottar und Gairvat und Aivat, setzten den Stein für Liknat, ihren Vater. Radjalv und Gairnieut, schufen einen schönen Gedenkstein für einen tüchtigen Mann. Likraiv ritzte die Runen“.